# فورمن (آرکانزاس)
فورمن (آرکانزاس) (به انگلیسی: Foreman, Arkansas) یک شهر در ایالات متحده آمریکا با جمعیت ۱٬۰۱۱ نفر است که در آرکانزاس واقع شده‌است.

## موقعیت جغرافیایی
موقعیت جغرافیایی شهرها و مناطق اطراف به شرح زیر است: